# Tân Thủy, Vĩnh Long
Tân Thủy là một xã thuộc tỉnh Vĩnh Long, Việt Nam.

## Địa lý
Xã Tân Thủy có vị trí địa lý:
- Phía đông giáp biển Đông.
- Phía tây giáp xã Ba Tri.
- Phía nam giáp xã Thạnh Hải, ranh giới là sông Hàm Luông.
- Phía bắc giáp xã Bảo Thạnh.

Xã Tân Thủy có diện tích 52,55 km², dân số năm 2025 là 45.743 người, mật độ dân số đạt 870 người/km².

## Lịch sử
Ngày 16 tháng 6 năm 2025, Ủy ban Thường vụ Quốc hội ban hành Nghị quyết số 1687/NQ-UBTVQH15 về việc sắp xếp các đơn vị hành chính cấp xã của tỉnh Vĩnh Long năm 2025. Theo đó, sắp xếp toàn bộ diện tích tự nhiên, quy mô dân số của thị trấn Tiệm Tôm và các xã Tân Thủy, An Hòa Tây thành xã mới có tên gọi là xã Tân Thủy.
Sau khi sáp nhập, xã Tân Thủy có 52,55 km² diện tích tự nhiên và dân số 45.743 người.